# 김세헌
김세헌(金世憲, 1971년 6월 2일 ~ )은 대한민국의 남성 록 가수 겸 사업가이며 현재 이브와 더 히스테릭스의 보컬이다. 고려대학교 사범대학 부속고등학교를 나왔으며, 1989년 '줄라이(JULY)', 1990년 '엑스터시(EXTASY)'라는 인디 록밴드 활동을 거친후 1996년 걸이라는 그룹으로 데뷔했다. 1998년에는 이브라는 그룹을 결성하였는데, 이브의 멤버가 음반이 나올때마다 바뀌었지만 김세헌만큼은 이브가 처음 생길때부터 이브의 메인보컬을 담당하고 있다.

## 앨범

### 걸
- 1집 《Rock'n Roll Revolution》(1996년)
- 2집 《Ecstasy》(1997년)

### 이브
- 1집 《Eve》(1998년)
- 2집 《Eros》(1999년)
- 3집 《너에게로 날자...》(2000년)
- 4집 《The 4th Album》(2001년)
- 5집 《EveR》(2002년)
- 《For Your Everything - Best》(2003년)
- 6집 《Planet Eve》(2003년)
- 《The History Of Eve：Live Album》(2004년)
- 디지털싱글 Good Bye(2006년)
- 7집 《Seventh Evening》(2006년)
- 8집 《Play Me》(2007년)
- 싱글 Guy In Revolution (2010년)
- 싱글 Gloria (2010년)
- 미니앨범 《Romantic show》(2017년)

### 개인
- 싱글 〈세상의 한 걸음(Feat. 청안)〉(2009년)

### 더 히스테릭스
- 《Take It Sleazy》(2014년)

## 방송 활동
- 2017년 《미스터리 음악쇼 복면가왕》  - 참가자 (뿌린 대로 거두리라 양말소년)
- 2018년 《투유 프로젝트 - 슈가맨》